# ليو لاينير
ليو لاينير (بالألمانية: Leopold Lainer)‏ هو لاعب كرة قدم ومدرب كرة قدم نمساوي في مركز الدفاع، ولد في 10 سبتمبر 1960 في ميشوفين في النمسا. شارك مع منتخب النمسا لكرة القدم. أما مع النوادي، فقد لعب مع رابيد فيينا وسواروفسكي تيرول ونادي ريد بل سالزبورغ.

## وصلات خارجية
- ليو لاينير على موقع الاتحاد الأوربي (الإنجليزية)
- ليو لاينير على موقع قاعدة بيانات كرة القدم.إي يو (الإنجليزية)
- ليو لاينير على موقع ناشيونال فوتبول تيمز (الإنجليزية)
- ليو لاينير على موقع عالم كرة القدم.نت (الإنجليزية)